# Bella Thorne
Pour les articles homonymes, voir Thorne.
Bella Thorne, de son vrai nom Annabella Avery Thorne, est une actrice, mannequin, chanteuse, productrice, romancière, scénariste et réalisatrice américaine, née le 8 octobre 1997 à Pembroke Pines, en Floride.
Après plusieurs petits rôles au cinéma et à la télévision, elle se fait remarquer dans la série Mon meilleur ennemi (2008), puis gagne en notoriété avec le rôle de Cece Jones dans la sitcom Shake It Up (2010-2013) et devient l'une des égérie de la chaîne Disney Channel. Elle poursuit son ascension dans des rôles plus matures en tant que personnage central dans les séries Little Monk (2009) et Famous in Love (2017-2018). Depuis 2021, elle tient le premier rôle de la série Paradise City sur Prime Video.
Très présente au cinéma, notamment depuis la fin de sa carrière chez Disney, elle joue dans les films Famille recomposée (2014) et DUFF : Le faire-valoir (2015), puis s'émancipe des productions familiales et tourne dans des films tels que You Get Me (2017), Amityville: The Awakening (2017), The Babysitter (2017), Assassination Nation (2018), Midnight Sun (2018) ou encore I Still See You (2018), Infamous (en) (2020), Masquerade (2021), Time Is Up (2022) ainsi que de nombreux autres films.
En tant que chanteuse, elle débute avec l'EP Jersey en 2014. Elle fait son retour en ouvrant sa société de production Filthy Fangs en 2018, ce qui lui permet de produire ses propres chansons mais également des films et des produits dérivés.
Bella Thorne connaît également une carrière en tant que romancière en publiant une trilogie de romans, entre 2015 et 2016. En 2019, elle publie un quatrième roman, Life of a Wannabe Mogul: Mental Disarray, qui se veut plus personnel que les précédents.

## Biographie

### Débuts de carrière précoces
Elle est la benjamine d'une famille de quatre enfants d'origine cubaine avec des origines irlandaise et italienne. Ses sœurs, Kaili (1992) et Dani (1993), et son frère, Remy (1995), sont aussi acteurs et mannequins.
Bella Thorne a une longue carrière en tant que mannequin enfant. Depuis sa première apparition dans un magazine, à l'âge de six mois, elle apparaît, dès lors, dans plusieurs publicités télévisées pour des marques comme Digital Light Processing, Publix, et KFC, et dans des campagnes publicitaires pour des marques telles que Barbie, ALDO K!DS, J.Lo by Jennifer Lopez, Kaiya Eve Couture, La Senza Girl, Tommy Hilfiger, Ralph Lauren, Guess, Target.
La famille Thorne déménage ensuite de la Floride pour la Californie.
Bella Thorne tourne pour la première fois en 2003, pour le film Deux en un dans lequel elle a le rôle, non crédité, d'une fan. Ensuite, elle apparaît à la télévision dans différents shows et séries : Jimmy Kimmel Live!, Entourage, Newport Beach, les trois derniers épisodes de la série October Road et dans cinq épisodes de la série Dirty Sexy Money.
En 2008, elle obtient son premier rôle récurrent dans la série Mon meilleur ennemi aux côtés de Taylor Lautner et Christian Slater. Pour son interprétation du personnage de Ruthy Spivey dans cette série, elle a remporté un Young Artist Awards du meilleur second rôle féminin. Ensuite elle a joué dans les dix épisodes de la web-série Little Monk, qui met en scène des personnages de la série Monk petits.
En 2009, elle joue un rôle secondaire dans le film d'horreur Forget Me Not. L'année suivante, elle rejoint la distribution de la quatrième saison de la série Big Love, remplaçant Jolean Wejbe dans le rôle de la fille de Bill Henrickson, Tancy 'Teeny' Henrickson. Elle apparaît également dans Les Sorciers de Waverly Place dans le rôle de Nancy Luke, la petite amie de Max.

### Révélation Disney

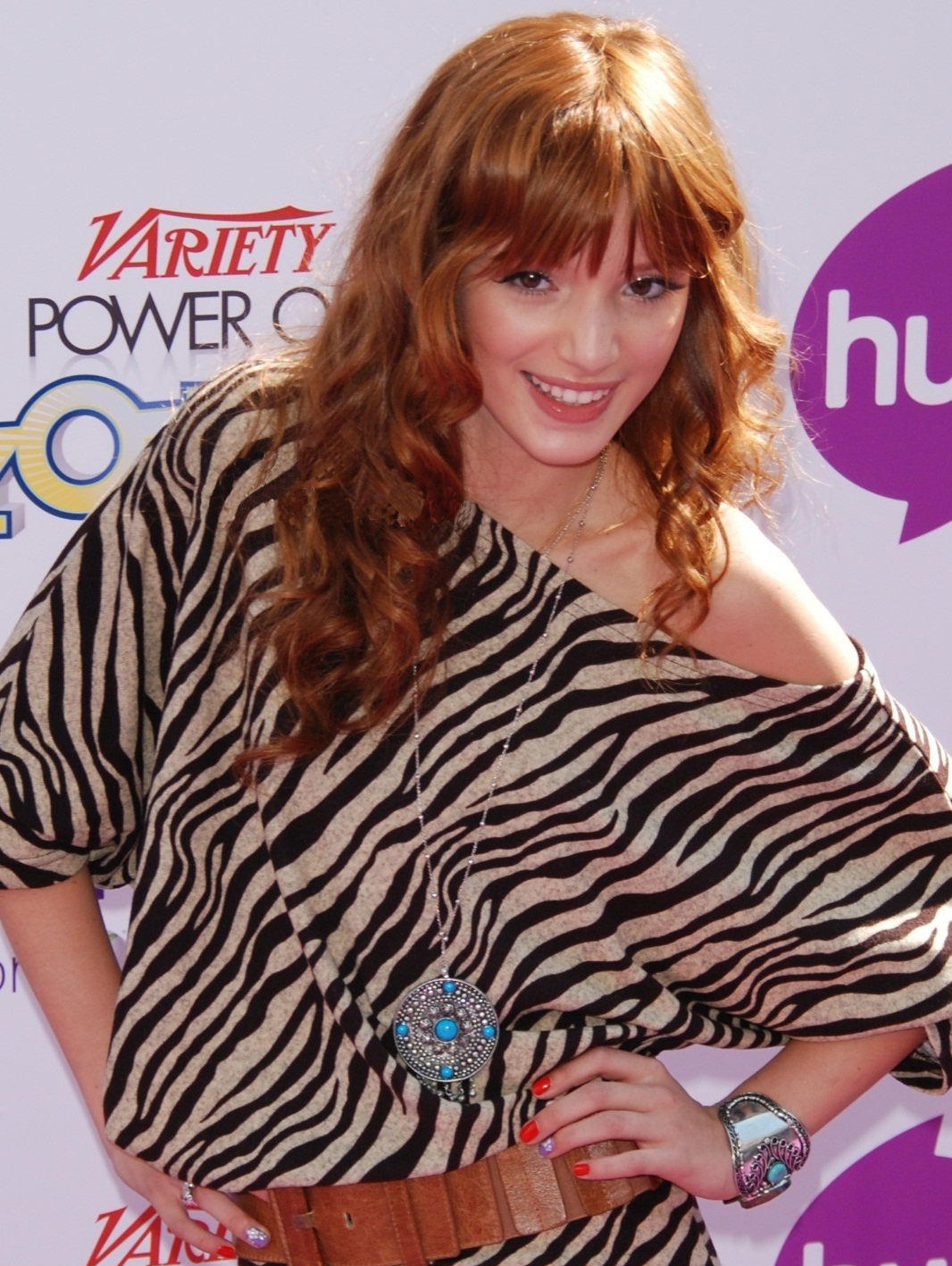
En 2010, aux Paramount Studios pour Variety.

Puis, elle signe pour le rôle qui va marquer un tournant considérable dans sa carrière.
Entre 2010 et 2013, Bella Thorne joue dans la série Shake It Up diffusée sur Disney Channel. Bella Thorne y interprète Cecilia "CeCe"Jones, une danseuse avec de grandes ambitions pour une carrière sous le feu des projecteurs malgré sa dyslexie. La série est une comédie centrée autour d'un spectacle de jeunes danseurs (dans un format show-dans-un-show) avec comme co-vedette Zendaya Coleman, dans le rôle de Raquel "Rocky" Blue, une danseuse de grand talent et aux notes parfaites comparée à Cece qui n'est pas très forte dans toutes les matières. Même si elle dispose d'une expérience d'actrice substantielle à la télévision et au cinéma, Bella n'a encore aucune expérience en danse professionnelle quand elle est sélectionnée. Après la signature du contrat en octobre 2009, elle commence à prendre trois cours de danse tous les soirs.[réf. nécessaire]
Cette série propulse Bella Thorne sur le devant de la scène et lui permet de se faire connaître auprès du grand public.

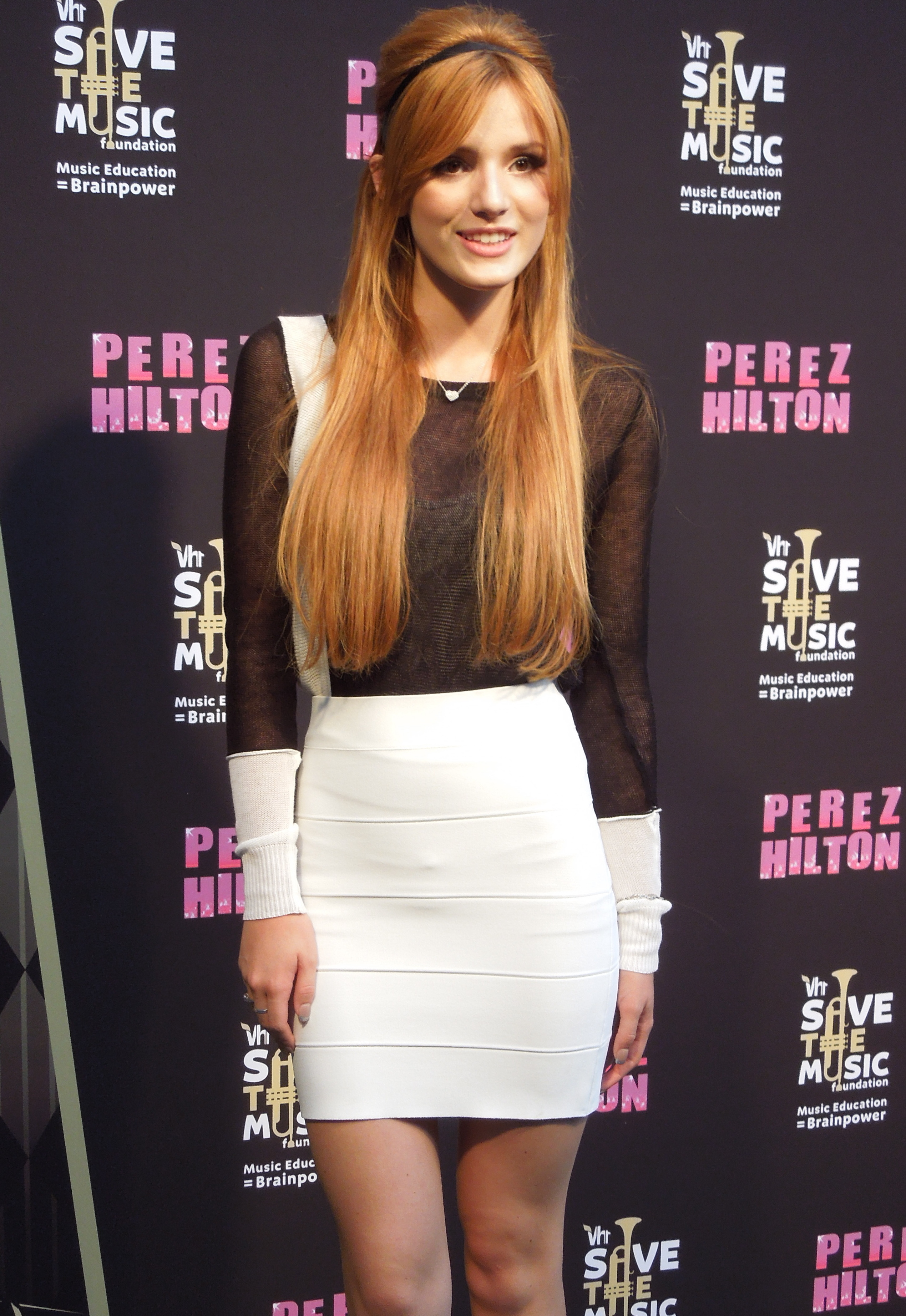
En 2013, lors d'une soirée mondaine organisée par Perez Hilton.

En 2011, elle chante Bubblegum Boy avec Pia Mia. La même année, dans le cadre de la promotion de Shake It Up!, elle collabore sur plusieurs morceaux avec Zendaya comme dans le clip Watch Me, puis, sur Something to dance for TTYLXOX (mash up), Fashion is my Kryptonite, Same Heart, Made in Japan, This Is My Dancefloor et Contagious Love, mais aussi sur Can't stay away avec les IM5. Elle a aussi travaillé avec Zendaya pour son premier album, Zendaya.
En mai 2012, elle obtient le rôle de la fille d'Adam Sandler dans la comédie romantique Famille recomposée (Blended) qui sort en 2014. Elle partira alors deux mois en Afrique du Sud pour les besoins du tournage.
En 2013, Bella signe un contrat avec la maison de disque Hollywood Records et sort son premier EP le 17 novembre 2014. L'album s'intitule Jersey et comporte le single Call It Whatever, One More Night, Paperweigth et Jersey.

### Émancipation et diversification

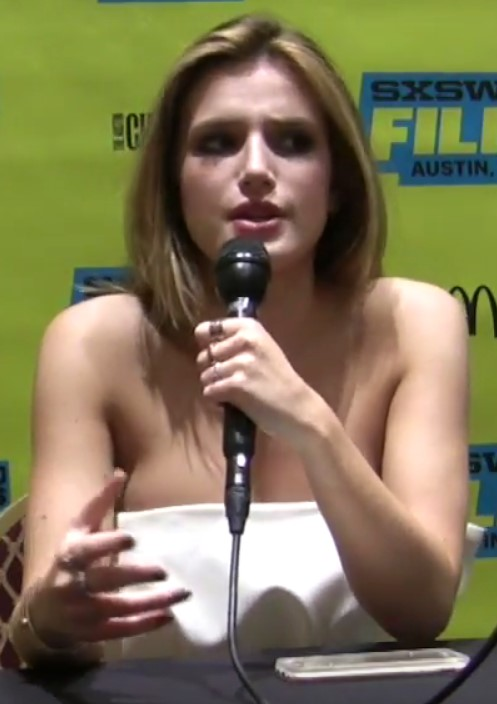
Au South by Southwest 2016.

Elle devient l'égérie de Candie's (en) en 2014, et l'ambassadrice de la campagne IDecide qui a pour but de sensibiliser les adolescents aux divers dangers qu'ils peuvent rencontrer au volant. Bella Thorne s'est lancée dans l'écriture d'un livre intitulé Autumn Falls sorti en novembre 2014. Il raconte l'histoire d'une jeune fille de 14 ans qui se découvre des pouvoirs magiques.
Cette année-là, elle joue dans un épisode de la série Red Band Society.
En 2015, Bella Thorne fait une apparition, en tant que guest-star, dans la série Undercover K.C. (dont son amie et ex-collègue Zendaya tient le rôle principal) en tant qu'agent adverse. La même année, la production de la série Scream lui propose le rôle principal mais Thorne préfère incarner la petite peste Nina. Un personnage qu'elle juge plus emblématique, à l'image de la scène d'introduction du premier film avec Drew Barrymore.
Dès lors, elle va poursuivre dans le registre de l'épouvante et apparaître dans un grand nombre de longs métrages du même registre.
En 2017, elle est ainsi l'antagoniste principale du thriller You Get Me qui l'oppose à Halston Sage. Le film est distribué par Netflix. Toujours pour la plateforme, le réalisateur McG lui attribue un second rôle dans La Baby-Sitter, un autre thriller du même acabit. Elle est ensuite la protagoniste d'Amityville: The Awakening, le douzième film de la série qui s'inspire librement de l'affaire d'Amityville. Cette production est cependant un échec.
En août 2017 sort Just Call où Bella chante en duo avec Sam Lassner (alias Prince Fox). Le clip narratif de cette chanson nous présente le cycle sans fin d'une relation amoureuse sous différents points de vue.

Entre-temps, elle occupe la vedette dans l'éphémère série Famous in Love du réseau Freeform qui la remet sur le devant de la scène. Elle y interprète le rôle titre. La série est finalement arrêtée au bout de deux saisons, à la suite d'une érosion des audiences. 

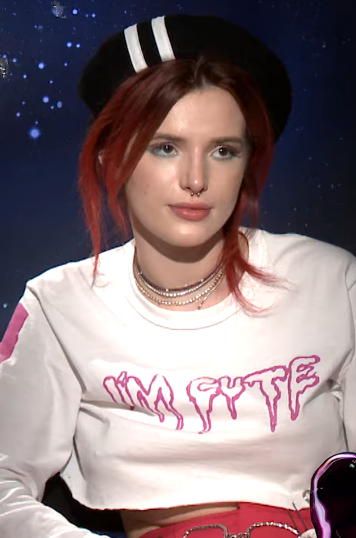
Lors d'une interview avec MTV, en 2018.

En 2018, pour le film dramatique Midnight Sun, dans lequel elle occupe le premier rôle, elle participe à la bande originale et chante plusieurs chansons : Walk With Me, Burn so Bright, Sweetest Felling, Reaching. Toujours en 2018, elle joue également dans le thriller satirique teinté d'humour noir et présenté en avant-première hors-compétition au festival du film de Sundance, Assassination Nation.
Durant l'été 2018, elle réalise plusieurs clips vidéos : B*TCH I'M BELLA THORNE, GOAT, Pussy Mine, sous la marque de sa sœur Dani et elle FILTHY FANGS. Enfin, elle termine l'année, à l'affiche du film fantastique I Still See You de Scott Speer.
En 2019, elle défraie la chronique en réalisant son premier court métrage pour la plateforme Pornhub,, Her & Him. Il s'agit d'une histoire inspirée de Roméo et Juliette. Le film est présenté dans le cadre du festival international du film d'Oldenbourg. Elle sort aussi un quatrième livre, Life of a Wannabe Mogul : Mental Disarray, un recueil de poèmes sur ses problèmes personnels, ses relations ainsi que son enfance.
En août 2020, elle rejoint la plateforme pour adultes OnlyFans et l'affluence trop importante de ses fans amène les serveurs de la plateforme à saturation. Elle récolte plus de 2 millions de dollars en moins d'une semaine, principalement en arnaquant ses fans. En effet, l'actrice promettait des photos de nu sur son compte OnlyFans, ce qui n'était en réalité pas le cas[source secondaire nécessaire].

## Vie privée
Bella Thorne perd son père dans un accident de voiture en 2007.
Elle est diagnostiquée dyslexique et hyperactive en classe de second grade, l'équivalent du CE1 (deuxième année de primaire). À la suite des moqueries et harcèlements de ses camarades, elle décide de suivre des cours à domicile. Elle parle de ce problème en avril 2010 dans un entretien au magazine American Cheerleader, et a expliqué qu'elle a surmonté sa dyslexie en se conformant rigoureusement à lire tout ce qu'elle pouvait trouver,. D'ailleurs, sa dyslexie est abordée dans un épisode de Shake It Up, son personnage Cece Jones l'étant aussi. Depuis, l'actrice parle souvent de sa dyslexie à ses fans pour encourager ceux qui en souffrent à tenir bon.
De 2015 à 2016, elle a été la compagne de l'acteur britannique Gregg Sulkin avec qui elle s'était fiancée le 13 avril 2016. Ils rompent à la suite du coming out de Bella Thorne en tant que bisexuelle.
D'octobre à décembre 2016, elle sort avec l'acteur américain Tyler Posey. La même période, elle fréquente le chanteur et compositeur américain Charlie Puth. Elle devient rapidement le sujet tendance des médias, à cause des rumeurs par lesquelles Bella Thorne aurait trompé Tyler Posey avec Charlie Puth. Cette dernière déclare qu'elle et Tyler étaient déjà séparés au moment où elle fréquentait Charlie.
De 2017 à 2019, elle entretient une relation polyamoureuse avec la youtubeuse Tana Mongeau et le rappeur Mod Sunainsi qu'avec Lil Peep en 2017. Et aussi en 2017 avec le chanteur Blackbear.
En juin 2019, Bella Thorne s'est fait voler des photos de nu par des hackers qui tentaient de la faire chanter, mais elle décide finalement de publier les photos elle-même afin de se libérer de leur emprise,.
À partir de juin 2019, Bella Thorne sort avec le chanteur italien Benjamin Mascolo, membre du groupe de musique appelé Benji & Fede, deux jours après sa rupture avec Mod Sun. Ils entretiennent une relation à distance car lui vit en Italie et elle aux États-Unis.
Le couple se fiance en mars 2021, mais se sépare d'un commun accord plus d'un an après en juin 2022.
Elle annonce sur Instagram en mai 2023 qu'elle est fiancée à l'entrepreneur et producteur de film Mark Emms.

## Filmographie

### Cinéma

#### Longs métrages
- 2003 : Deux en un (Stuck on You) de Peter et Bobby Farrelly : une fan
- 2007 : Finishing the Game de Justin Lin : Sue
- 2007 : The Seer de Luigi Desole : Claire Sue jeune
- 2008 : Blind Ambition de Bala Rajasekharuni : Annabella
- 2009 : Forget Me Not de Tyler Oliver : Angela Smith jeune
- 2010 : Raspberry Magic de Leena Pendharkar : Sarah Patterson
- 2010 : One Wish de Felix Limardo : la Messagère / l'Ange
- 2012 : Katy Perry, le film : Part of Me (Katy Perry: Part of Me 3D) de Dan Cutforth et Jane Lipsitz : elle-même
- 2014 : Famille recomposée (Blended) de Frank Coraci : Hillary "Larry" Friedman
- 2014 : Alexandre et sa journée épouvantablement terrible et affreuse de Miguel Arteta : Celia
- 2014 : Mostly Ghostly : Ma goule chérie (Mostly Ghostly: Have You Met My Ghoulfriend?) de Peter Hewitt : Cammie Cahill (vidéofilm)
- 2015 : DUFF : Le faire-valoir (The DUFF) de Ari Sandel : Madison Morgan
- 2015 : Big Sky de Jorge Michel Grau : Hazel
- 2015 : Alvin et les Chipmunks : À fond la caisse (Alvin and the Chipmunks: The Road Chip) de Walt Becker : Ashley Grey
- 2016 : Shovel Buddies de Simon Atkinson et Adam Townley : Kate
- 2016 : Boo! A Madea Halloween de Tyler Perry : Rain Mathison
- 2017 : Keep Watching de Sean Carter : Jamie
- 2017 : You Get Me de Brent Bonacorso : Holly Viola
- 2017 : Amityville: The Awakening de Franck Khalfoun : Belle Walker
- 2017 : The Babysitter de McG : Allison
- 2018 : Midnight Sun de Scott Speer : Katie Price
- 2018 : Assassination Nation de Sam Levinson : Reagan
- 2018 : Ride de Jeremy Ungar : Jessica
- 2018 : I Still See You de Scott Speer : Veronica Calder
- 2019 : Ma vie avec John F. Donovan (The Death and Life of John F. Donovan) de Xavier Dolan : Jeanette (scène coupée)
- 2020 : Infamous (en) de Joshua Caldwell : Arielle Summers
- 2020 : The Babysitter: Killer Queen de McG : Allison
- 2020 : Chick Fight de Paul Leyden : Olivia
- 2020 : Girl de Chad Faust : Girl
- 2021 : Masquerade de Shane Dax Taylor : Rose
- 2021 : Habit de Janell Shirtcliff
- 2021 : Time Is Up de Elisa Amoruso : Vivien
- 2022 : Measure of Revenge de Peyfa : Taz
- 2022 : Rumble Through the Dark de Graham Phillips et Parker Phillips : Annette
- 2022 : Salem State
- 2023 : Divinity de Eddie Alcazar : Ziva
- 2023 : The Pact de Johnny Martin : Summer
- 2023 : Sarah de Alexander Garcia : Betty
- 2023 : Exo de Cedric Nicolas-Troyan
- 2025 : The Trainer de Tony Kaye et Vito Schnabel : Elektra
- 2025 : Saint Clare de Mitzi Peirone : Clare
- 2025 : Find Your Friends de Izabel Pakzad : Lavinia
- 2026 : Spring Breakers : Salvation Mountain de Matthew Bright
- À venir : The Tower de Adam Sigal
- À venir : The Uncanny de Mitzi Peirone : Scarlet
- À venir : Bunny-Man de Enrico Remmert : Miles

#### Courts métrages
- 2007 : Craw Lake de Jordan Downey : Julia
- 2009 : Water Pills de Blake Sennett : une fille
- 2014 : Connecting de Jacob Brown : une fille
- 2024 : Paint Her Red d'elle-même
- 2024 : Fall Risk de Alex Martini : l'autre femme

#### Films d'animations
- 2015 : The Frog Kingdom de Nelson Shin : la Princesse Froglegs (voix - film produit en 2013, doublage réalisé en 2015)
- 2015 : The Snow Queen 2 : La Reine des Neiges - Le Miroir Sacré (Snezhnaya koroleva 2 : Snezhny korol) de Aleksey Tsitsilin : Gerda (voix - film produit en 2014, doublage réalisé en 2015)
- 2016 : Foosball (Metegol) de Juan José Campanella : Laura jeune (voix - film produit en 2013, doublage réalisé en 2016)
- 2016 : Ratchet et Clank (Ratchet and Clank) de Kevin Munroe : Cora (voix)
- 2017 : The Guardian Brothers (Xiao men shen) de Gary Wang : Raindrop (voix - film produit en 2016, doublage réalisé en 2017)

### Télévision

#### Téléfilms
- 2012 : Amiennemies (Frenemies) de Daisy Mayer : Avalon Green
- 2015 : Adolescence perdue (Perfect High) de Vanessa Parise : Amanda
- 2018 : Mon fils, harcelé jusqu'à la mort (Conrad & Michelle: If Words Could Kill) de Stephen Tolkin : Michelle Carter

#### Séries télévisées
- 2006 : Entourage : une enfant (saison 3, épisode 10)
- 2007 : Newport Beach (The O.C.) : Taylor Townsend jeune (saison 4, épisode 13)
- 2007-2008 : Dirty Sexy Money : Margaux Darling (récurrente, saison 2 - 4 épisodes)
- 2008 : October Road : Angela Ferilli (saison 2, épisode 11)
- 2008 : Mon meilleur ennemi (My Own Worst Enemy) : Ruthy Spivey (principale - 6 épisodes)
- 2009 : Little Monk : Wendy (principale - 10 épisodes)
- 2009 : In The Motherhood : Annie (saison 1, épisode 4)
- 2009 : Mental : Emily (saison 1, épisode 1)
- 2010 : Big Love : Tancy "Teenie" Henrickson (principale, saison 4 - 5 épisodes)
- 2010 : Les Sorciers de Waverly Place (Wizards of Waverly Place) : Nancy Luckey (saison 3, épisode 20)
- 2010-2013 : Shake It Up : Cecilia "Cece" Jones (principale - 75 épisodes)
- 2011 : Bonne chance Charlie (Good Luck Charlie) : Cecilia "Cece" Jones (saison 2, épisode 13)
- 2014 : Phinéas et Ferb (Phineas and Ferb) : Brigitte (voix - saison 4, épisode 44)
- 2014 : Les Experts (CSI) : Hannah Hunt (saison 15, épisode 4)
- 2014 : Red Band Society : Delaney Shaw (saison 1, épisode 9)
- 2015 : Agent K.C. (K.C. Undercover) : Jolie (saison 1, épisode 9)
- 2015 : Scream : Nina Patterson (saison 1, 2 épisodes)
- 2017-2018 : Famous in Love : Paige Townsen (principale - 20 épisodes)
- 2019 : Tales : Janelle (saison 2, épisode 4)
- 2019 : Speechless : Cassidy (saison 3, épisode 19)
- 2020 : Robot Chicken : Jean Grey / Nermal (voix - saison 10, épisode 13)
- 2021 : Paradise City : Lily Mayflower (principale - 8 épisodes)
- 2022 : American Horror Stories « Drive » : Marci (principale - saison 2) «

### Autres apparitions

#### Emissions de télévision
- 2011 : Disney Friends for Change Games (candidate)
- 2011 : Blagues de stars (1 épisode)
- 2015 : Projet Haute Couture (juge invitée, 1 épisode)
- 2020 : The Masked Singer : Cygne (candidate - saison 3)

#### Doublages de jeux vidéo
- 2006 : Lucas, fourmi malgré lui (The Ant Bully) : une enfant fourmi
- 2016 : Ratchet and Clank : Cora
- 2016 : Marvel Avengers Academy : Greer Grant / Tigra

#### Clips vidéos
Note : Cette liste présente les clips vidéos de Bella Thorne en tant qu'actrice.
- 2017 : Outta My Hair de Logan Paul
- 2017 : Bedroom Floor de Liam Payne
- 2017 : Hefner de Tana Mongeau
- 2018 : Clout 9 de Lil Phag (également réalisatrice)
- 2018 : Address on the internet de Mod Sun
- 2018 : Trust Me de Bhad Bhabie feat. Ty Dolla Sign
- 2022 : Becky's So Hot de Fletcher

### Production
- 2016 : Shovel Buddies de Simon Atkinson et Adam Townley (film, productrice exécutive)
- 2017 : You Get Me de Brent Bonacorso (film, productrice exécutive)
- 2017 : Drink, Slay, Love de Vanessa Parise (téléfilm, productrice exécutive)
- 2018 : Ride de Jeremy Ungar (film, productrice exécutive)
- 2020 : Infamous (en) de Joshua Caldwell (film, productrice exécutive)

### Réalisation
- 2018 : Clout 9 de Lil Phag (clip vidéo)
- 2018 : Bitch I'm Bella Thorne d'elle-même (clip vidéo)
- 2018 : GOAT d'elle-même (clip vidéo)
- 2018 : Pussy Mine d'elle même (clip vidéo)
- 2019 : Do Not Disturb d'elle-même et Steve Aoki (clip vidéo)
- 2019 : Her & Him (court métrage)
- 2020 : No Service in the Hills de Cheat Codes et Trippie Redd (clip vidéo)
- 2024 : Paint Her Red d'elle-même (court métrage)
- 2024 : Unsettled d'elle-même (court métrage)
- 2025 : Color Your Hurt d'elle-même (long métrage)
- 2025 : Ash Beneath the Current (long métrage)

## Théâtre
- 2015 : Alice in Wonderland au Radio City Music Hall : Alice

## Romans
- 2015 : Autumn Falls
- 2016 : Autumn's Kiss
- 2016 : Autumn's Wish
- 2019 : Life of a Wannabe Mogul: Mental Disarray

## Discographie

### Albums
- 2019 : What Do You See Now ?

### EP's
- 2014 : Jersey

### Singles
- 2014 : Call It Whatever
- 2018 : B*tch i'm Bella Thorne
- 2018 : GOAT
- 2018 : Pussy Mine
- 2018 : I'm A Hoe 2
- 2018 : Salad Dressing
- 2020 : Lonely
- 2021 : Shake It
- 2021 : Phantom

Singles promotionnels

### Collaborations
- 2011 : Bubblegum Boy (avec Pia Mia)
- 2012 : Can't Stay Away (IM5 feat. Bella Thorne)
- 2017 : Just Call (Prince Fox feat. Bella Thorne)
- 2017 : Salad Dressing (Borgore feat. Bella Thorne)

### Bandes originales
- 2011 : Shake It Up: Dance Dance : 1 chanson
- 2012 : Shake It Up: Live 2 Dance : 5 chansons
- 2012 : Shake It Up: Made In Japan : 3 chansons
- 2018 : Midnight Sun (Original Motion Picture Soundtrack) : 5 chansons

### Autres participations
- 2012 : Rockin' Around the Christmas Tree (pour Disney Channel Holiday Playlist)
- 2013 : Christmas Wrapping (pour Disney Holidays Unwrapped)
- 2014 : Ring Ring (Hey Girls) (pour Disney Channel Play It Loud)
- 2014 : Let's Get Tricky (avec Roshon Fegan, pour Disney Channel Play It Loud)
- 2014 : Bad Case of U (pour Mostly Ghostly : Ma goule chérie)

### Clips vidéos
Note : Cette liste présente les clips vidéos de Bella Thorne en tant que chanteuse.
- 2011 : Bubblegum Boy (avec Pia Mia)
- 2011 : Watch Me (avec Zendaya)
- 2012 : Something to Dance For/TTYLXOX Mash-Up (avec Zendaya)
- 2012 : Fashion Is My Kryptonite (avec Zendaya)
- 2012 : Can't Stay Away (IM5 feat. Bella Thorne)
- 2013 : Contagious Love (avec Zendaya)
- 2014 : Call It Whatever
- 2017 : Just Call (Prince Fox feat. Bella Thorne)
- 2017 : Salad Dressing (Borgore feat. Bella Thorne)
- 2018 : Burn so Bright
- 2018 : B*tch i'm Bella Thorne (également réalisatrice)
- 2018 : GOAT (également réalisatrice)
- 2018 : Pussy Mine (également réalisatrice)
- 2018 : Sexual Chocolate (également réalisatrice)

## Distinctions

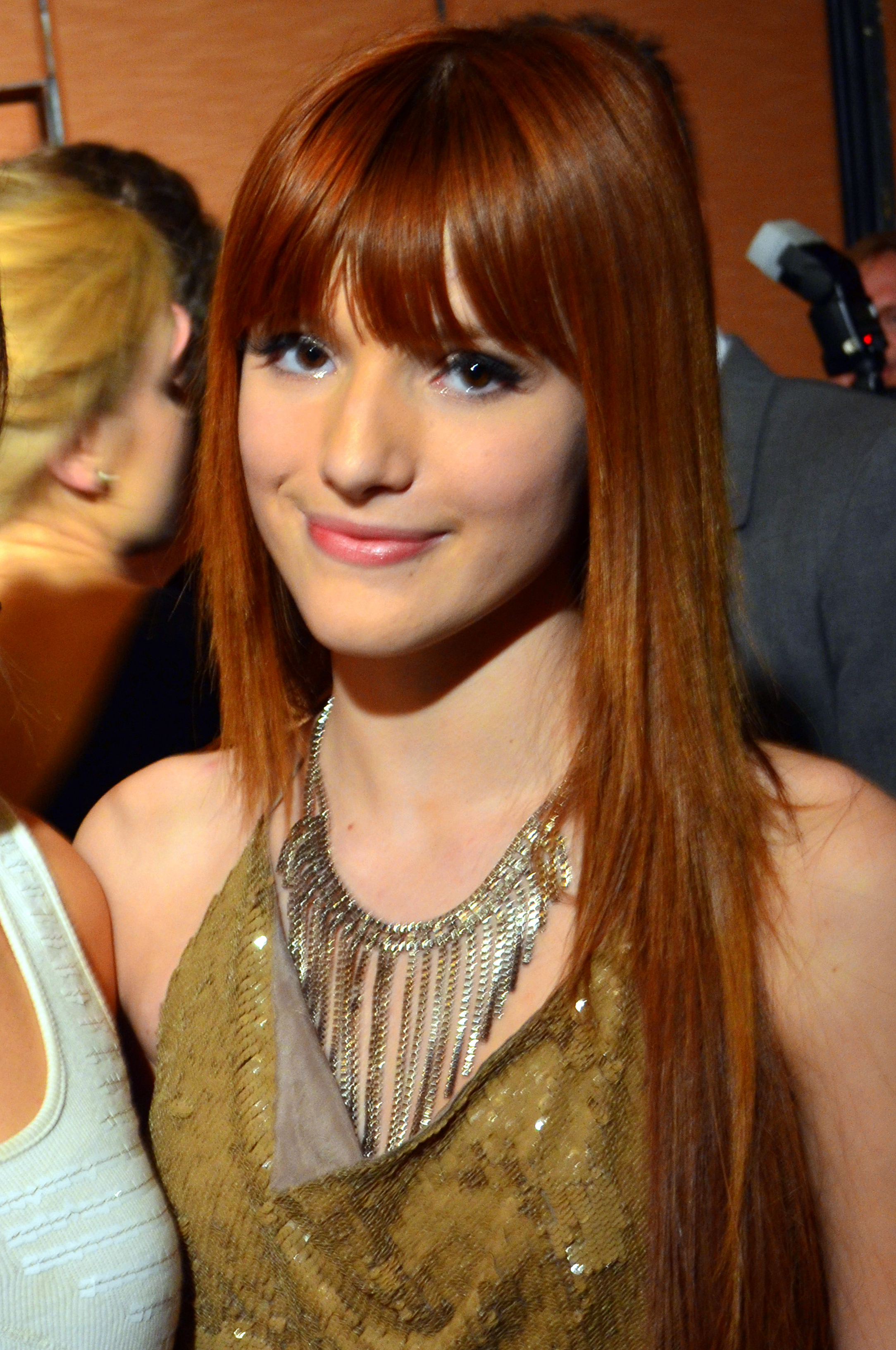
Lors des MovieGuide Awards 2012.

Sauf indication contraire ou complémentaire, les informations mentionnées dans cette section proviennent de la base de données IMDb.

### Récompenses
- Young Artist Awards : 
  - 2009 : Meilleure jeune actrice dans un second rôle dans une série télévisée dramatique ou comique pour Mon meilleur ennemi
  - 2011 : Meilleure jeune actrice dans une série télévisée dramatique ou comique pour Shake It Up
  - 2015 : meilleure jeune distribution dans un film pour Blended
- Imagen Awards :
  - 2012 : meilleure jeune actrice de télévision pour Shake It Up
- Young Hollywood Awards :
  - 2013 : "Celle à regarder" (One to Watch) pour sa présence télévisuelle et médiatique
  - 2014 : "L'icône du style" (You're So Fancy) pour son apparence télévisuelle et médiatique
- Shorty Awards : 
  - 2015 : Meilleure actrice de l'année
- Teen Choice Awards : 
  - 2015 : Meilleure vilaine dans un film pour DUFF : Le faire-valoir

### Nominations
- Young Artist Awards : 
  - 2008 : meilleure jeune actrice invitée dans une série télévisée pour Newport Beach
  - 2009 : meilleure jeune actrice invitée dans une série télévisée pour October Road
  - 2010 : meilleure jeune actrice invitée dans une série télévisée pour Mental
  - 2011 : meilleure jeune distribution dans une série télévisée pour Shake It Up
  - 2011 : meilleure jeune actrice invitée dans une série télévisée entre 11 et 15 ans pour Les Sorciers de Waverly Place
  - 2011 : meilleure jeune actrice récurrente dans une série télévisée entre 11 et 16 ans pour Big Love
  - 2012 : meilleure jeune actrice dans une série télévisée pour Shake It Up
  - 2012 : meilleure jeune distribution dans une série télévisée pour Shake It Up
  - 2013 : Meilleure jeune actrice dans un téléfilm, mini-série, special ou pilote pour Amiennemies
  - 2016 : meilleure jeune actrice dans un second rôle dans un film pour The Duff
- Imagen Awards : 
  - 2011 : meilleure jeune actrice de télévision pour Shake It Up
  - 2013 : meilleure jeune actrice de télévision pour Shake It Up
  - 2014 : meilleure jeune actrice de télévision pour Shake It Up
- ALMA Awards :
  - 2012 : meilleure actrice dans une série télévisée comique pour Shake It Up
- Young Hollywood Awards :
  - 2014 : Best Social Media Superstar
- Teen Choice Awards : 
  - 2015 : meilleure voleuse de vedette dans une série pour Scream
  - 2017 : meilleure actrice de l'été au cinéma pour Amityville : The Awakening
  - 2017 : meilleure actrice dans une série dramatique pour Famous in Love
  - 2018 : meilleure actrice dans une série dramatique pour Famous in Love
  - 2018 : meilleure actrice dans un film dramatique pour Midnight Sun
  - 2018 : meilleure alchimie dans un film pour Midnight Sun, nomination partagée avec Patrick Schwarzenegger

- People's Choice Awards :
  - 2017 : People's Choice Award de la personnalité la plus populaire